# La campanella (Liszt)
La campanella (del italiano: La campanilla) es un estudio para piano compuesto por el pianista y compositor Franz Liszt. Es el estudio n.º 3 de los Grandes Études de Paganini y está escrito en la tonalidad de Sol sostenido menor (G#m). La pieza está basada en un tema de la última parte del concierto para violín n°2 de Paganini en Si menor (Bm), un rondó en el que la armonía estaba reforzada por el sonido de una campanilla. 
Su primera versión pertenece al S. 140, compuesto en 1838. Más tarde, en el S. 141 (1851) sería revisado junto con el resto de Grandes Études de Paganini. 
Liszt ya había utilizado ese mismo tema del concierto de violín de Paganini para su conjunto de variaciones para piano en 1831-1832 Grande Fantaise de Bravoure sur "La Clochette" de Paganini, también en Si menor. Luego volvió a la pieza y la renombró como Études d'execution transcendante d'après Paganini n.º 3 en La bemol menor (A♭m), S. 140. No deben confundirse los Études d'exécution transcendante d'après Paganini con los Douze Études d'exécution transcendante. En esta revisión incluye no sólo La Campanella del segundo concierto de violín, sino también el tema principal del rondó del primer concierto para violín de Paganini. La versión final de Grandes Études de Paganini, que ahora es la más publicada y grabada de todas las versiones, está escrita en la tonalidad enarmónica de Sol sostenido menor (G#m). 

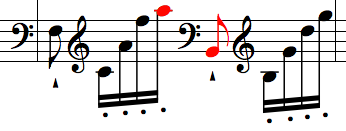
Las dos notas en rojo distan unos 46 cm la una de la otra.

## Características
El estudio n.º 3, La Campanella, se toca con un paso rápido y en él se practican los saltos de la mano derecha en intervalos más grandes de una octava. En ocasiones, se llega a extender la mano dos octavas completas en el tiempo de una semicorchea, con tempo allegretto. La pieza puede ser estudiada para aumentar la destreza y la exactitud en saltos grandes en el teclado, así como para fortalecer los dedos más débiles de la mano. Los intervalos más grandes a los que se enfrenta la mano derecha son quinceavas (dos octavas) y dieciseisavas (dos octavas y una segunda). El pianista no tiene tiempo para mover la mano, está forzado a evitar tensión muscular. Las quinceavas son bastante comunes al principio de la obra, pero las dieciseisavas sólo aparecen dos veces. 
Sin embargo, la mano izquierda debe tocar hasta cuatro intervalos tremendamente grandes, más que los de la derecha. El estudio también tiene otras dificultades, como trinos con el anular y el meñique. Una primera audición nos acerca más a la verdadera dificultad de la pieza. 
Es una obra muy desafiante técnicamente, igual que el resto de estudios de Grandes Études de Paganini.  Ha inspirado varias transcripciones de otros compositores, entre los que destacan las de Ferruccio Busoni y Marc-André Hamelin.

## En la cultura popular
- La Campanella aparece dos veces en la película Shine (1996), dirigida por Scott Hicks y protagonizada por Geoffrey Rush, ganador del Oscar al mejor actor por este papel. La película trata la vida del pianista David Helfgott. Una de las dos ocasiones en las que aparece esta obra en la película lo hace con una variación.
- La Campanella también es tocada por Darian en la película The Crush (1993), dirigida por Alan Shapiro.
- En la banda sonora del videojuego Beautiful Katamari se incluye una versión de La Campanella.
- En el videojuego DJMax Portable 3 en una de las canciones aparece una versión reducida de la misma.
- ""La Campanella"" fue parte del OST de la serie televisiva de Corea del Sur  Cantabile Tomorrow.
- También aparece en el OST del videojuego Alice Mare.